# Hồ Beymelek
Hồ Beymelek thực chất là một đầm phá ven biển, thông ra Địa Trung Hải, thuộc huyện Demre, tỉnh Antalya, hướng Tây Nam Thổ Nhĩ Kỳ (hình 1). Hồ cùng tên với thị trấn Beymelek cũng thuộc huyện Demre, tỉnh Antalya

## Giới thiệu chung
Tên của hồ này trong tiếng Thổ Nhĩ Kỳ là Beymelek Lagünü, đã được dịch sang tiếng Anh là Beymelek Lagoon (phiên âm IPA /Beymelek ləˈguːn/, tiếng Việt: Bây-mơ-lêc Lơ-gun), ở toạ độ 36°16′ vĩ tuyến Bắc và 30° 03′ kinh tuyến Đông (so với đường kinh tuyến gốc).

## Tổng quan
- Hồ nổi tiếng chủ yếu nhờ sản phẩm ở ngư trường phong phú này do hồ rộng và thông với biển. Theo nhận định của FAO: dự án nuôi trồng Thủy sản ở hồ rất thuận lợi, so với hầu hết các đầm phá khác ven Địa Trung Hải do cơ sở hạ tầng ở đây tốt, khí hậu thuận lợi, địa điểm đầu tư thích hợp, môi trường "khỏe mạnh" và nhất là có nhiều loài thủy sản và hải sản của cả nước biển và nước lợ.[3] Ngoài ra còn hoạt động du lịch, giải trí tại địa phương và vùng lân cận.
- Tổng diện tích mặt nước của hồ khoảng 225 ha (560 mẫu Anh). Độ sâu trung bình từ 3 - 5 mét. Độ mặn (NaCl biển) thay đổi do nước mưa: vào mùa khô là khoảng 45 ppt (45 phần nghìn), còn vào mùa mưa giảm xuống chỉ còn khoảng 10 ppt (tức chỉ có 1%).

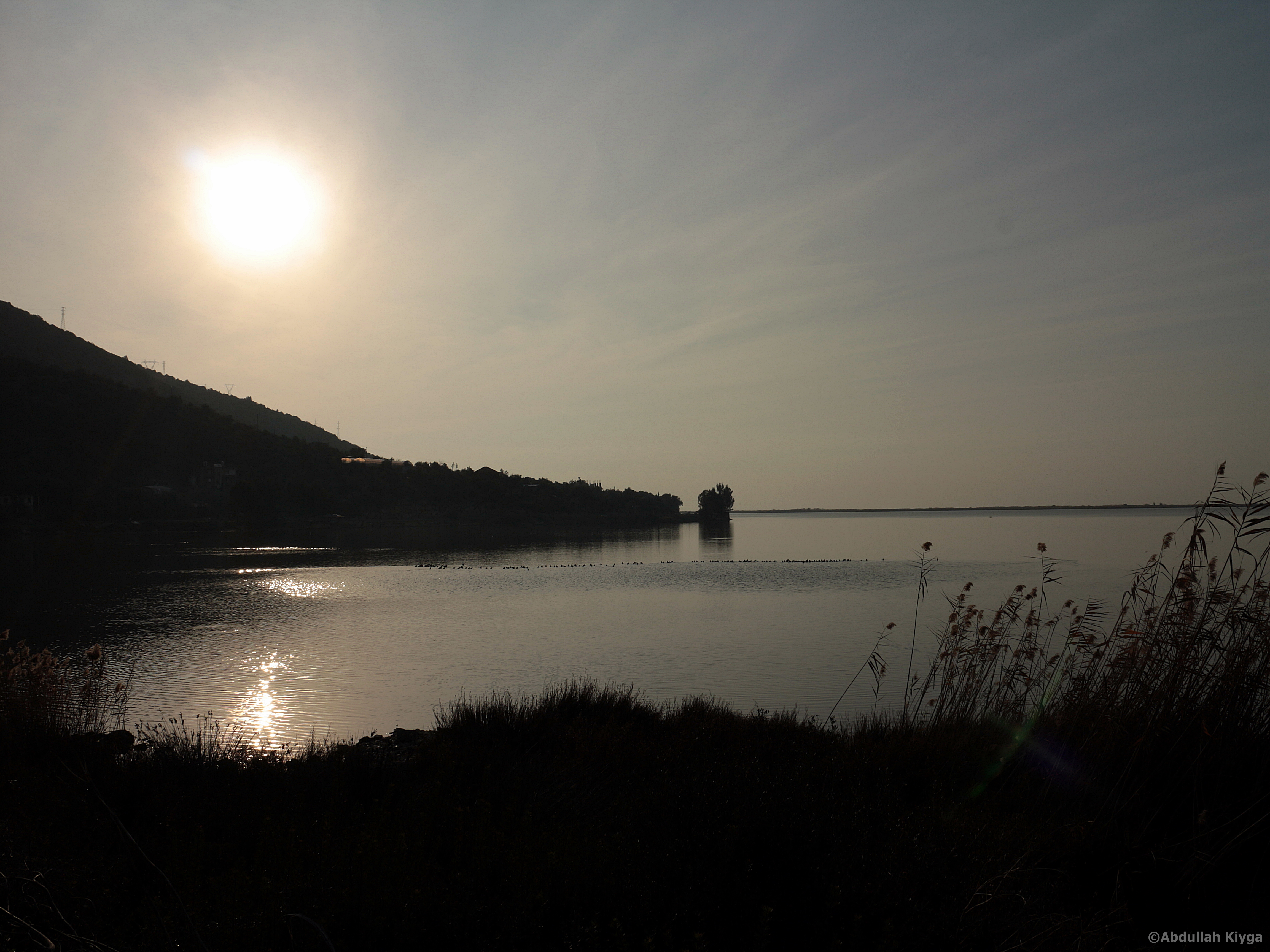
Hình 2: Quang cảnh xung quanh hồ Beymelek

## Hệ sinh vật

### Hệ thực vật
- Hệ thực vật cạn của hồ tương tự như hệ thực vật vùng ven biển Địa Trung Hải.
  - Kiểu thảm thực vật sát ven hồ ở độ cao 0o (so với mực nước biển) chủ yếu là rừng ngập mặn, chạy dọc ven bờ hồ.
  - Kiểu thảm thực vật trên cạn xa hồ chủ yếu là cây bụi và cây gỗ nhỏ phân bố ở khu vực đất cát liền kề, thường bị cát bụi phủ kín khi có gió mùa. Tuy thảm cây này đã thích nghi với vùng đất cát, nhưng vẫn bị ảnh hưởng rất mạnh bởi lượng mưa mùa Hè và gió mùa Đông Bắc. Có rất ít các loài thực vật hạt kín cơ sở thân gỗ cao, to.
- Hệ thực vật thủy sinh rất phong phú, bao gồm cả thực vật nước ngọt, nước lợ và nước mặn, là nguồn thức ăn phong phú cho các động vật thủy sinh ở đây.

### Hệ động vật
- Hồ Beymelek là nơi sinh sống của khoảng 20 loài cá lớn nhỏ.  Trong đó có thể kể: cá tráp đầu vàng (Sparus aurata), cá đối dày (Chelon labrosus - hình 3),  cá vược châu Âu (Dicentrarchus labrax), cá đối đầu dẹt (Mugil cephalus), cá đối mỏng (Chelon ramada - hình 4), cá sọc  (Lithognathus mormyrus - hình 5), cá mú trắng (Epinephelus aeneus - hình 6) và cá tráp trắng (Diplodus sargus), cá vược châu Âu (Dicentrarchus labrax).
- Đặc sản nổi tiếng là ghẹ xanh (Portunus pelagicus),[4] cua xanh Đại Tây Dương (C. sapidus) có chiều rộng thân lên tới 160 mm, hàu Thái Bình Dương Crassostrea gigas (hình 7).[5]
- Hồ còn là môi trường sống của rùa Quản Đồng (Caretta caretta) đang được bảo vệ trước nguy cơ bị tuyệt chủng.[6][7].
- Ngoài ra còn khoảng hơn 20 loài chim và nhiều loài thú nhỏ.

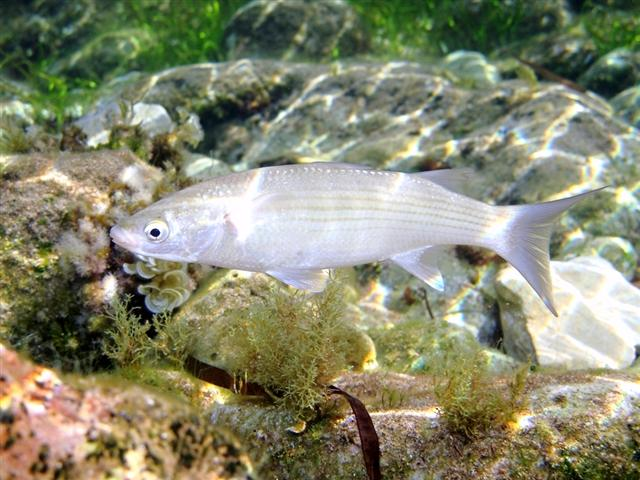
Hình 3: Cá đối thân dày (Chelon labrosus).
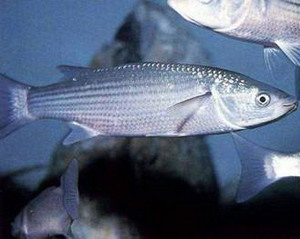
HÌnh 4: Cá đối thân mỏng (Chelon ramada).
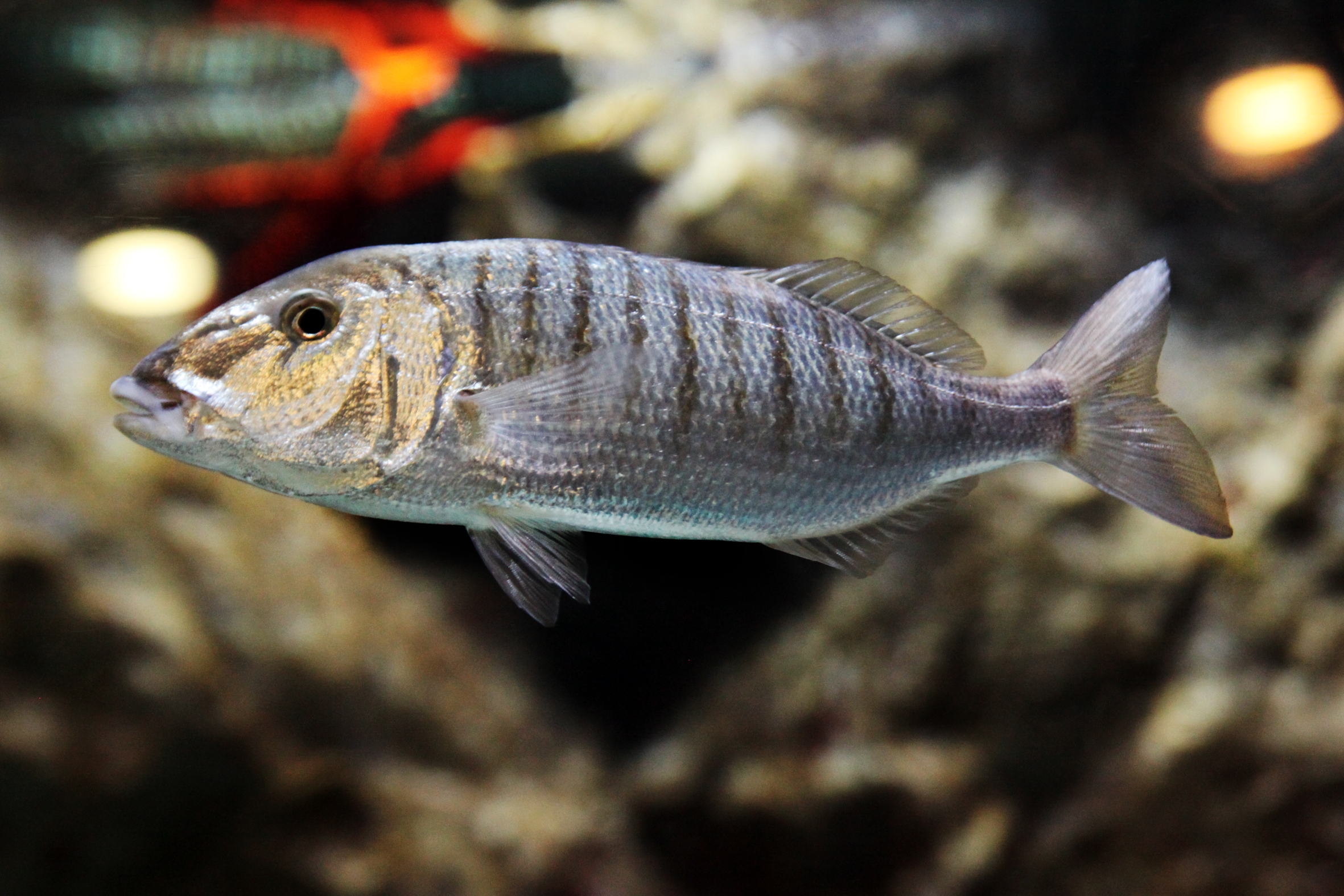
Hình 5: Cá sọc (Lithognathus mormyrus).
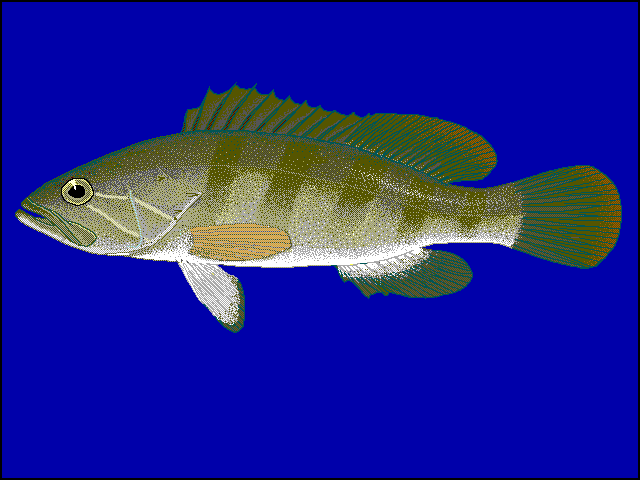
Hình 6: Cá mú trắng (Epinephelus aeneus).
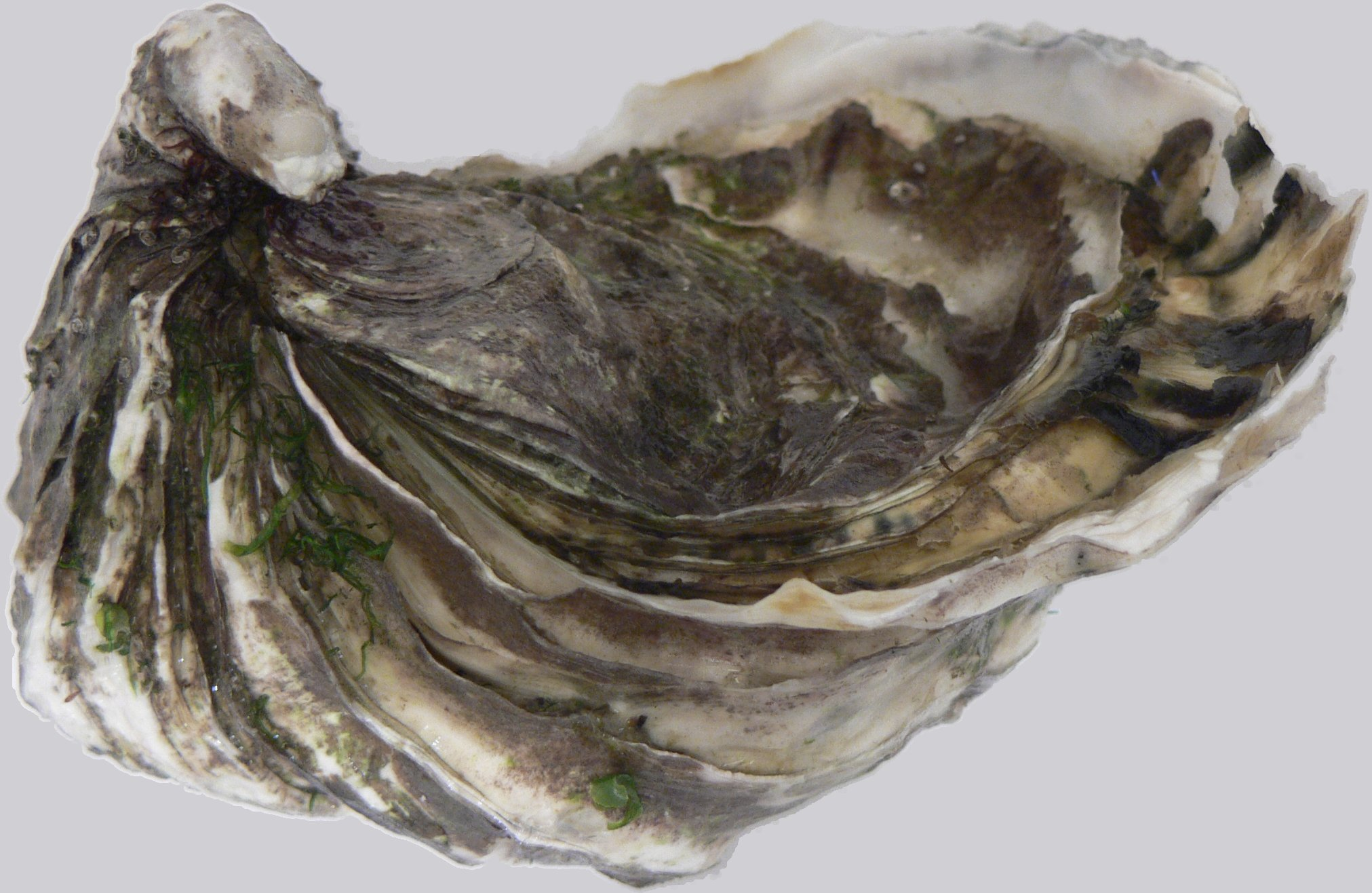
Hình 7: Hàu Thái Bình Dương (Crassostrea gigas).

## Kinh tế khu vực
Nhân dân quanh vùng chủ yếu làm ngư nghiệp theo lối truyền thống với năng suất trung bình trong khai thác cá là 21,3 kg/ha. Phương pháp đánh bắt cá chủ yếu trong đầm phá là dùng bẫy và lưới cá.